# Gusseisenbrücke in Laasan

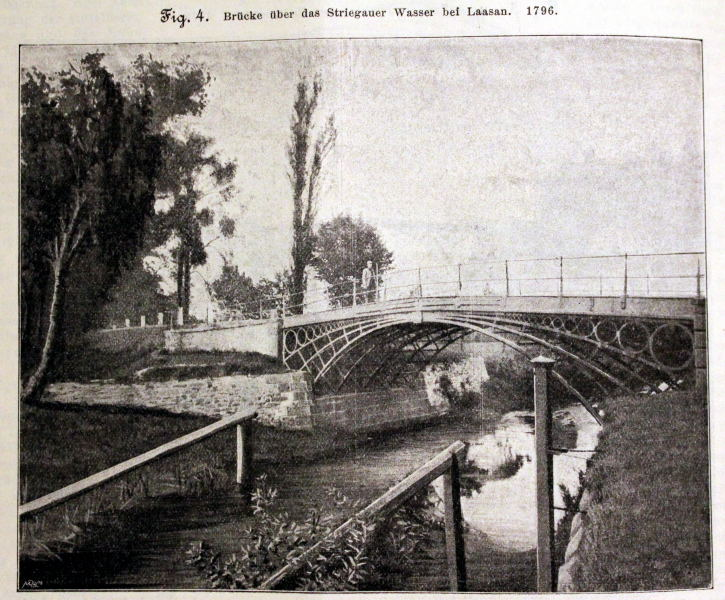
Brücke über das Striegauer Wasser bei Laasan

Die Gusseisenbrücke in Laasan war die älteste Brücke dieser Art in Deutschland. Sie wurde 1794 in Laasan, Herzogtum Schweidnitz (seit 1945 Żarów, Powiat Świdnicki, Woiwodschaft Niederschlesien, polnisch Łażany) errichtet und 1945 zerstört.
Am Anfang der 1790er Jahre regulierte Reichsgraf Niclas Wilhelm von Burghauß in seinem Gut Laasan den Lauf des Striegauer Wassers und plante eine Querung des neun Meter breiten Flusses. Dazu beauftragte er 1794 das Eisenhüttenwerk in Malapane mit dem Bau einer eisernen Brücke. In England stand bereits seit 1779 die erste Brücke dieser Art (The Iron Bridge) über dem Fluss Severn in Ironbridge südlich von Coalbrookdale. Die Laasaner Brücke wurde unter Aufsicht des John Baildon (1772–1846) errichtet. Am Bau waren 60 Arbeiter beschäftigt. Die Montage vor Ort dauerte 15 Wochen, und am 15. Juli 1796 wurde das Bauwerk feierlich eröffnet. Die Baukosten betrugen 13.000 Taler. Anlässlich des Festes bestellte Graf v. Bughauß beim Breslauer Medailleur König 300 Medaillen.
Die Brücke hatte 12,55 m Spannweite, 2,80 m Höhe und 5,70 m Breite. Die Nutzlast betrug sechs Tonnen. Die Brücke wurde 1806–1808 von Napoleonischen Truppen und 1813 von preußischen und russischen Truppen benutzt.
In den 1930er Jahren und -40er Jahren gab es Pläne, die Brücke nach Breslau zu verlegen und im Scheitniger Park aufzubauen. Anfang März 1945 sprengten Wehrmachtsoldaten der 88. schweren Panzerjäger-Abteilung die Brücke, bevor sie sich aus Lasaan zurückzogen. Dies sollte den Vormarsch der Roten Armee verlangsamen.
2003 wurden die Überreste der Brückenkonstruktion aus dem Wasser gehoben. Sie gelten als Denkmal der Technikgeschichte des 18. Jahrhunderts.